# 128426 Vekerdi
128426 Vekerdi è un asteroide della fascia principale. Scoperto nel 2004, presenta un'orbita caratterizzata da un semiasse maggiore pari a 2,2771027 au e da un'eccentricità di 0,0905898, inclinata di 5,60582° rispetto all'eclittica.